# ひらやまれいこ
ひらやま れいこ（1956年（昭和31年） - ）は、日本のエッセイスト、放送作家。まお（真魚）ライフデザイン研究所 主宰、有限会社MAO代表取締役、一般社団法人日本ホリスティックライフ協会　代表理事東海ホリスティック医学振興会理事。

## 概要
愛知県名古屋市出身。1984年に南山大学文学部人類学科（宗教人類学専攻）卒業後、1985年、名古屋大学文学部インド哲学講座を聴講。在学中より、放送作家・コピーライター・CMプランナー・劇作家として活動を開始する。
近年では、夫の映像作家、平山聡との共同制作により、多数の映像制作を行い、各種の国際映画祭にていくつかの作品がノミネート及び受賞している。

## 著作
- 『あなたがいるだけで幸せ』1997年
- 『あなたがいるだけで幸せ』クレスト新社、1999年10月、ISBN 487712084X、ISBN 978-4877120849
- CD『聴くヒーリング・エッセイ あなたがいるだけで幸せ1』CD レーベル: まおライフデザイン研究所、2001年11月13日
- CD『聴くヒーリング・エッセイ あなたがいるだけで幸せ3ホラ、みんながつながっているネ』CD レーベル: まおライフデザイン研究所、2001年11月13日
- 『心が晴れていく簡単テクニック―落ち込みやすい自分を変えたいあなたへ』はまの出版、2004年2月、ISBN 4893613901、ISBN 978-4893613905
- 『もっと心が晴れていく簡単テクニック』はまの出版、2005年2月23日、ISBN 4893614118、ISBN 978-4893614117
- 『あなたがいるだけで幸せ』はまの出版、2005年7月22日、ISBN 4893614223、ISBN 978-4893614223
- 『あなたがいるだけで幸せ〈2〉素直な自分になれたらいいナ』はまの出版、2005年10月、ISBN 4893614282、ISBN 978-4893614285
- 『あなたがいるだけで幸せ〈3〉ほら、みんなつながってるネ』はまの出版、2006年1月、ISBN 4893614347、ISBN 978-4893614346
- 『あなたがいるだけで幸せ〈4〉やさしい自分になりたくて』はまの出版、2006年4月、ISBN 489361441X、ISBN 978-4893614414
- 『あなたがいるだけで幸せ〈5〉心の声を聴いてみて』はまの出版、2006年6月、ISBN 4893614452、ISBN 978-4893614452
- 『あなたがいるだけで幸せ〈6〉―ひとりぼっちな気分のときは』はまの出版、2006年9月、ISBN 4893614509、ISBN 978-4893614506
- 『とっておきの日曜日 ―スピリチュアル充電法』幸福の科学出版、2006年9月28日、ISBN 4876885613、ISBN 978-4876885619
- 『ヒーリングエッセイ・あなたがいるだけで幸せ1』まおライフデザイン研究所、2007年9月27日、
- 『ヒーリングエッセイ・あなたがいるだけで幸せ2 (素直な自分になれたらいいナ)』まおライフデザイン研究所、2007年9月27日
- 『ヒーリングエッセイ・あなたがいるだけで幸せ3 (ホラ、みんなつながってるネ)』まおライフデザイン研究所、2007年9月27日
- 『ヒーリングエッセイ・あなたがいるだけで幸せ4 (生まれる前からの約束)』まおライフデザイン研究所、2007年9月27日
- 『ヒーリングエッセイ・あなたがいるだけで幸せ5 (自分のたましいに聴く)』まおライフデザイン研究所、2007年9月27日
- 『ヒーリングエッセイ・あなたがいるだけで幸せ6 (あ~神さまに愛されてるネ)』まおライフデザイン研究所、2007年9月27日

- DVD『観るヒーリング・エッセイ あなたがいるだけで幸せ』まおライフデザイン研究所、DVD発売日: 2011年1月15日
- DVD『引き寄せの法則 スピリチュアル・イメージング 見るだけで細胞から若返る (アンチエイジングのためのイメージング)』まおライフデザイン研究所、DVD発売日: 2011年3月1日
- DVD『引き寄せの法則 スピリチュアル・イメージング 見るだけで「富」と「繁栄」を引き寄せる』まおライフデザイン研究所、DVD発売日: 2011年3月1日
- DVD『引き寄せの法則 スピリチュアル・イメージング 見るだけでストレスが溶けていく (輝くあなたを取り戻すイメージング)』まおライフデザイン研究所、DVD発売日: 2011年3月1日
- DVD『引き寄せの法則 スピリチュアル・イメージング 天使にからだと心を癒してもらう (免疫力を高めるためのイメージング)』まおライフデザイン研究所、DVD発売日: 2011年4月1日
- 絵本DVD『静かな時間』文・ひらやま れいこ、絵・ミウラナオコ、マオ平山映像事務所、まおライフデザイン研究所